# 기성면
기성면(箕城面)은 대한민국 경상북도 울진군의 면이다. 넓이는 98.56km2이고, 인구는 2011년 기준으로 2,997명이다.

## 역사
- 신라시대 비랑현
- 고려시대 기성현
- 충열왕 6년(1280년) 평해군에 속함
- 조선시대 강원도 평해군 원북면, 근북면
- 1895년 음력 윤5월 1일 강릉부 평해군 원북면, 근북면[1]
- 1896년 8월 4일 강원도 평해군 원북면, 근북면[2]
- 1914년 4월 1일 강원도 울진군 평해면[3]
- 1914년 9월 1일 강원도 울진군 기성면[4]
- 1962년 12월 12일 경상북도 울진군 기성면[5]

## 행정 구역
- 구산리(邱山里)
- 기성리(箕城里)
- 다천리(茶川里)
- 망양리(望洋里)
- 방률리(芳栗里)
- 봉산리(峰山里)
- 사동리(沙銅里)
- 삼산리(三山里)
- 이평리(梨坪里)
- 정명리(正明里)
- 척산리(尺山里): 행정복지센터 소재지.
- 황보리(黃堡里)

## 교육 기관
- 사동초등학교
- 기성초등학교
- 기성초등학교 구산분교
- 기성초등학교 병설유치원
- 기성중학교